# Korunatka
Korunatka (latinsky Stephanandra) je rod rostlin patřící do čeledi růžovité (Rosaceae).

## Popis
Korunatky jsou opadavé keře. Květy bílé nebo nazelenalé.

## Zástupci
- Korunatka klaná, Stephanandra incisa
- Korunatka tanakae, Stephanandra tanakae

## Použití
Některé druhy lze použít jako okrasné rostliny. Je cenná letním kvetením. Hodí se pro volně rostoucí živé ploty, skalky, i jako solitéra.